# Alberto Soares de Sampaio
Alberto Soares de Sampaio (Petrópolis, 22 de novembro de 1901 – Rio de Janeiro, 27 de julho de 1977) foi um empresário brasileiro, com experiência em empreendimentos de diversos setores industriais, com ênfase na instalação da indústria de petróleo no Brasil. 
Junto com outros empresários, patrocinou a compra de obras para o Museu de Arte de São Paulo (MASP). Foi condecorado como Cavaleiro da Ordem do Mérito Militar, em 1947, dentre outros reconhecimentos.

## Biografia
Alberto Soares de Sampaio nasceu em Petrópolis, sendo quarto filho de Alberto de Sampaio e Cecília Soares Sampaio, e neto por parte de mãe do engenheiro João Teixeira Soares, responsável pela construção das ferrovias Curitiba-Paranaguá e de Vitória a Minas.

## Carreira
Alberto estudou no Colégio Luso-Brasileiro de Petrópolis e se formou em Ciências Econômicas na Escola Superior de Ciências Econômicas, do Rio de Janeiro.
Em 1920, aos 18 anos, fundou, em sociedade com seu irmão Bento Luiz Soares de Sampaio, a empresa Soares de Sampaio & Cia, que atuava no setor de importações em geral.
Anos depois, trabalhou na empresa Soares & Cia, de seu avô, como responsável pelas obras de engenharia urbana, incluindo a primeira fase de remoção do Morro do Castelo, no centro da cidade do Rio de Janeiro. Seu pai registrou essa obra em imagens, deixando uma coleção de fotografias das paisagens das cidades de Petrópolis e do Rio de Janeiro.
Em 1925, Alberto assinou um contrato entre o Governo Federal e a empresa Soares de Sampaio & Cia como representante da empresa franco-belga SA de Travaux Dyle et Bacalan. O contrato tinha como objetivo o fornecimento de material rodante com destino a várias ferrovias da União, como a Central do Brasil, a Noroeste do Brasil e a Central do Rio Grande do Norte.[carece de fontes?]
Em 1927, criou a Companhia Paulista de Material Ferroviário em sociedade com seus irmãos Bento Luiz Soares de Sampaio e João Soares de Sampaio. Entretanto, com a crise econômica de 1929, a empresa sofreu grandes prejuízos. Nesse ano, seu avô João Teixeira Soares faleceu em uma viagem a Paris.
Na década de 1930, Alberto Soares de Sampaio foi presidente da S.A. Força e Luz Vera Cruz e diretor da S.A. Mercantil e Imobiliária, atuações que permaneceram nos anos seguintes.
Na década seguinte, foi acionista do Banco Lino Pimentel Ltda, da Cia. Sul Mineira de Eletricidade, da Eletromar Indústria Elétrica Brasileira S.A. e da Indústria Martins Ferreira S.A., de produtos de ferro, em São Paulo.
Em 1942, os irmãos Soares de Sampaio assumiram a empresa metalúrgica inglesa S.A. Marvim para laminação de metais não-ferrosos. Pela fabricação de estojos de artilharia, Alberto Soares de Sampaio foi condecorado como Cavaleiro da Ordem do Mérito Militar, em 1947.
No dia 18 de janeiro de 1946, o Conselho Nacional do Petróleo (CNP) por meio da Resolução nº 2/46, outorgou a Soares de Sampaio a autorização para a instalação de refinarias na cidade do Rio de Janeiro, então Distrito Federal, e em suas adjacências. No ano seguinte, o CNP transferiu a concessão para São Paulo por meio do Título de Autorização nº 807, de 29 de agosto de 1947, que permitiu que a Refinaria e Exploração de Petróleo União S.A., também conhecida como Refinaria de Capuava, se instalasse e explorasse o refino de petróleo no Estado de São Paulo, desde que a capacidade mínima fosse de 20 mil barris por dia. A refinaria foi inaugurada oficialmente em 18 de dezembro de 1954.
Os irmãos Soares de Sampaio também investiram em outros projetos, como a planta de fertilizantes Fosfanil S.A. em São Paulo; a Cia. Industrial Vale do Paraíba para a produção de cimento e seus derivados, instalada em Volta Redonda (RJ); a empresa Pneus Geral; a Fios Cabos Plásticos do Brasil S.A., em sociedade com Fernando Lee; e a Setal Koppers Engenharia Industrial S.A.[carece de fontes?]
Com o incentivo do CNP, por meio de decretos e resoluções, o setor petroquímico atraiu mais empresários nas décadas de 1950 e 1960. Em maio de 1969, Alberto Soares de Sampaio participou do grupo de empresários que criou a UNIPAR (União Participações Industriais Ltda.), renomeada União de Indústrias Petroquímicas S.A. no mesmo ano, que tinha participações na Petroquímica União. Alberto também participou de outras empresas que começaram a produzir em 1972 e 1973: Consórcio Paulista de Monômeros (Copamo), Brasivil (para produção de PVC, Poliolefinas S.A.), Cia Brasileira de Tetrâmero e Carbocloro S.A. (atualmente Unipar Carbocloro, produtor de cloro-soda e PVC).
Em 1972, Alberto e seu genro, Paulo Fontainha Geyer, fundaram o Banco União Comercial (BUC), um conglomerado industrial financeiro. Em 1974, a entidade faliu e foi comprada pelo Banco Itaú.

## Vida pessoal
Em 1921, Alberto Soares de Sampaio casou-se com Francisca Lopez de Almeida. No ano seguinte, nasceu sua única filha, Maria Cecília Soares de Sampaio Geyer, que em 1946 se casou com Paulo Fontainha Geyer. Dessa união nasceram os cinco netos de Alberto: Vera, Joanita, Cecília, Alberto e Maria, que lhe deram 16 bisnetos, entre os quais Frank Geyer Abubakir.
Alberto morreu em julho de 1977, na cidade do Rio de Janeiro, após a consolidação operacional e financeira do Grupo Unipar. Deixou esposa, Francisca Lopez de Almeida, a filha Maria Cecília Soares de Sampaio Geyer, cinco netos. Na época tinha nove bisnetos.

## Museu de Arte de São Paulo
Alberto Soares de Sampaio contribuiu para o acervo do Museu de Arte de São Paulo (MASP), participando dos grupos de empresários que patrocinaram a compra de várias obras:
- Retrato do Cardeal Cristoforo Madruzzo, de Ticiano[carece de fontes?]
- O escolar (O filho do carteiro – Gaminau Képi), de Vincent van Gogh[30]
- Paisagem fluvial com balsa transportando animais, de Salomon van Ruysdael[31]
- O capitão Andries van Hoorn, de Frans Hals[32]
- Maria Pietersdr Olycan, de Frans Hals[33]
- Oficial sentado, de Frans Hals[carece de fontes?]
- Escultura, de autor desconhecido[34]

A família Soares Sampaio também doou o quadro Os filhos de Sir Samuel Fludye, de Thomas Lawrence. Álvaro, irmão de Alberto, doou Autorretrato (perto do Gólgota), de Paul Gauguin. E o próprio Alberto, a obra Cristo Perante Pilatos, de autor desconhecido, em 1951.

## Prêmios
- Medalha da Ordem do Mérito Militar[4]
- Medalha de Ouro do Trabalhador[carece de fontes?]
- Comenda da Ordem do Mérito Aeronáutico[38]
- Comenda da Ordem do Mérito Nacional [carece de fontes?]
- Oficial da Legião de Honra[carece de fontes?]
- 1955 - industrial de destaque em “Os Melhores” de 1954, da revista Manchete, “por ter construído a refinaria de Capuava em tempo recorde”[39]
- 1962 - “Cidadão Paulistano”, proposto pelo vereador Emilio Meneghini.[40]